# Shuiyang
La Shuiyang (caractères chinois :  水阳江)   est une rivière qui coule dans la province chinoise du  Anhui et qui est un affluent du cours inférieur du fleuve Yangzi Jiang (rive gauche). La rivière est longue de 254 kilomètres et son bassin versant a une superficie de 10 305 km². Elle prend sa source dans les monts Tianmu à la frontière entre les provinces de Anhui et du Zhejiang. Elle passe non loin de la ville de Xuancheng. Le cours inférieur se subdivise en deux bras. La branche orientale se jette dans le Yangzi au niveau de la ville de Dangtu tandis que la branche occidentale se jette dans la rivière Qingyi, affluent du Yangzi qui suit un cours parallèle à la rivière Shuiyang. Le débit de la rivière est de 180 m3/s. Le cours supérieur de la rivière porte le nom de Xijin He (西津河). Plusieurs sites paléolithiques ont été découverts sur le cours supérieur et moyen de la rivière et de ses affluents.